# Capsacosta
El Capsacosta és una muntanya de 1.100 metres que es troba entre els municipis de la Vall de Bianya, a la comarca de la Garrotxa i de Sant Pau de Segúries, a la comarca catalana del Ripollès. Pel coll de Capsacosta (984 m alt.) passa la via romana de Capsacosta, que connectava les mines del Pirineu via Camprodon i Olot amb el port romà d'Empúries.